# Савватий (Антонов)
Митрополи́т Савва́тий (в миру Серге́й Генна́дьевич Анто́нов; род. 1 сентября 1968, Чебоксары) — архиерей Русской православной церкви, митрополит Чебоксарский и Чувашский (c 2020 года).

## Биография

### Происхождение
Родился 1 сентября 1968 года в семье священнослужителя: отец — Геннадий Николаевич Антонов (1934—2019) — в штате (с 1959 года), временно исполняющий обязанности настоятеля (в 1989), настоятель (1990—2017), почётный настоятель (2017—2019) Введенского собора в Чебоксарах; мать — Анисия Николаевна Антонова.
В 1985 году Сергей Антонов окончил среднюю школу № 3 в Чебоксарах, в 1986—1988 годах проходил службу в Советской армии в ВВС.

### Монашество
20 августа 1989 года архиепископом Чебоксарским и Чувашским Варнавой (Кедровым) пострижен в монашество с именем Савватий в честь преподобного Савватия Соловецкого. В тот же год 27 августа был рукоположен во иеродиакона, а 22 октября во иеромонаха и 1 ноября назначен священником кафедрального Введенского собора Чебоксар.
В 1993 году окончил Московскую духовную семинарию.
30 июля 1993 года иеромонах Савватий был назначен наместником Свято-Троицкого монастыря в Чебоксарах и возведён в сан игумена. В 1996 году был возведён в сан архимандрита.
В 2004 году окончил Московскую духовную академию.

### Архиерейство
30 января 2005 года в храме Христа Спасителя архимандрит Савватий был хиротонисан во епископа Алатырского, викария Чебоксарской епархии. Хиротонию совершили: патриарх Московский и всея Руси Алексий II, митрополит Крутицкий и Коломенский Ювеналий (Поярков), митрополит Смоленский и Калининградский Кирилл (Гундяев), митрополит Калужский и Боровский Климент (Капалин), митрополит Чебоксарский и Чувашский Варнава (Кедров), архиепископ Истринский Арсений (Епифанов), архиепископ Тобольский и Тюменский Димитрий (Капалин), архиепископ Корсунский Иннокентий (Васильев), архиепископ Верейский Евгений (Решетников), архиепископ Орехово-Зуевский Алексий (Фролов), епископ Красногорский Савва (Волков), епископ Дмитровский Александр (Агриков), епископ Сергиево-Посадский Феогност (Гузиков), епископ Тамбовский и Мичуринский Феодосий (Васнев), епископ Нижегородский и Арзамасский Георгий (Данилов), епископ Люберецкий Вениамин (Зарицкий).
10 октября 2009 года решением Священного синода епископ Савватий был назначен на новообразованную Улан-Удэнскую и Бурятскую кафедру.
Решением Священного синода от 27 декабря 2011 года утверждён в должности настоятеля (священноархимандрита) Спасо-Преображенского Посольского мужского монастыря (село Посольское Кабанского района Республики Бурятия) и Свято-Троицкого Селенгинского мужского монастыря (село Троицкое Прибайкальского района Республики Бурятия).
1 февраля 2014 года за литургией в храме Христа Спасителя в Москве возведён патриархом Кириллом в сан архиепископа.
В течение ряда лет на радио Чувашии вёл еженедельную православную религиозно-нравственную передачу «Турă пирĕнпе» (С нами Бог).
Митрополит Савватий — один из немногих иерархов Русской православной церкви, который активно присутствует в социальных сетях. Он ведёт записи в «Живом Журнале», «Твиттере» и во «ВКонтакте», где является одним из администраторов группы «Православие».
5 мая 2015 года определением Священного синода Русской православной церкви избран главой новообразованной Бурятской митрополии, в связи с чем 24 мая того же года в храме Христа Спасителя в Москве возведён в сан митрополита.
25 августа 2020 года решением Священного синода Русской православной церкви назначен митрополитом Чебоксарским и Чувашским, главой Чувашской митрополии.
29 декабря 2020 года решением Священного синода утверждён священноархимандритом чебоксарского Свято-Троицкого мужского монастыря.
Постановлением Священного Синода от 12 марта 2024 года назначен временно управляющим Алатырской епархией, 16 июня 2024 года в епархию поставлен новый епископ.

## Награды
- Медаль ордена «За заслуги перед Отечеством» II степени (11 августа 2000 года) — за большой вклад в укрепление гражданского мира и возрождение духовно-нравственных традиций[18].
- Орден святого благоверного князя Даниила Московского III степени (2001 год).
- Орден святого равноапостольного князя Владимира (УПЦ МП, 2008 год)
- Патриаршая грамота (1 сентября 2013) — во внимание к архипастырским трудам и в связи с 45-летием со дня рождения[19].
- Орден Преподобного Серафима Саровского III степени (1 сентября 2018) — к усердному служению и в связи с 50-летием со дня рождения[20].